# Maropati
Maropati (im graeco-kalabrischen Dialekt: Maropàti oder Monopàti, griechisch: Monopation) ist eine süditalienische Gemeinde (comune) mit 1308 Einwohnern (Stand 31. Dezember 2023) in der Metropolitanstadt Reggio Calabria in Kalabrien. Die Gemeinde liegt etwa 55 Kilometer nordöstlich von Reggio Calabria. Der Metramo bildet die nördliche Gemeindegrenze.